# 26. Feldartillerie-Brigade (1. Königlich Württembergische)
Die 26. Feldartillerie-Brigade  war ein Großverband der Württembergischen Armee.

## Geschichte
Die 26. Feldartillerie-Brigade hatte ihren Ursprung in der Feld-Artillerie der Württembergischen Armee, die gemäß der Militärkonvention mit dem Norddeutschen Bund vom 21./25. November 1870 ähnlich wie Bayern und Sachsen ein eigenes Kriegsministerium und einen eigenen Generalstab hatte und insofern nicht in das preußische Heer eingegliedert war. Sie wurde am 25. Mai 1814 in Ludwigsburg als Artillerie-Brigade mit drei Artillerie-Bataillonen zu je vier Kompanien und einem Oberzeugamt aufgestellt. Nach mehreren organisatorischen Änderungen folgte 1867 nach dem Deutschen Krieg die Neugliederung in ein Feld-Artillerie-Regiment zu drei Abteilungen mit jeweils drei Batterien, eine Festungs-Artillerie-Abteilung mit vier Kompanien, Armee-Train, Arsenalstab und zwei Arsenal-Kompanien.
Zum 18. Dezember 1871 folgte eine weitere Veränderung. Die „13. Artillerie-Brigade (Königlich Württembergische)“ wurde gebildet und das Feld-Artillerie-Regiment erhielt die Bezeichnung Feld-Artillerie-Regiment Nr. 13, die Festungs-Artillerie-Abteilung die Bezeichnung Fuß-Artillerie-Bataillon Nr. 13 und der Armee-Train die Bezeichnung Train-Bataillon Nr. 13. Nach der Ausgliederung des Fuß-Artillerie-Bataillons Nr. 13 erhielt der Verband die Bezeichnung „13. Feld-Artillerie-Brigade (Königlich Württembergische)“.
Zum 1. Oktober 1899 erhielt die Brigade die Bezeichnung „26. Feld-Artillerie-Brigade (1. Königlich Württembergische)“ und wurde am 16. Februar 1917 zum Artillerie-Kommandeur 10 umfunktioniert, dem damit die taktische Führung der gesamten Feld- und schweren Artillerie oblag.
Sie war Teil der 26. Division, die dem XIII. Armee-Korps zugeordnet war.

### Gliederung
- 1871 bis 1873

Württembergisches Feldartillerie-Regiment Nr. 13, Fußartillerie-Bataillon Nr. 13, Train-Bataillon Nr. 13
- 1873 bis 1874

Württembegisches Feldartillerie-Regiment (Korps-Artillerie), Württembegisches Feldartillerie-Regiment (Divisions-Artillerie), Fuß-Artillerie-Bataillon Nr. 13, Train-Bataillon Nr. 13
- 1874 bis 1887

1. Württembergisches Feldartillerie-Regiment Nr. 13, 2. Württembergisches Feldartillerie-Regiment Nr. 29, Fußartillerie-Bataillon Nr. 13, Train-Bataillon Nr. 13
- 1887 bis 1899

Wie vor, ohne Fußartillerie-Bataillon Nr. 13
- 1899 bis 1914

2. Württembergisches Feldartillerie-Regiment Prinzregent Luitpold von Bayern Nr. 29, 4. Württembergisches Feldartillerie-Regiment Nr. 65
- Kriegsgliederung bei Mobilmachung 1914

Wie vor 

### Deutscher Krieg 1866
Im Krieg Preußens gegen das Kaisertum Österreich kämpften die Württembergischen Truppen unter dem Kommando des Generals Fidel von Baur-Breitenfeld auf der Seite der unterlegenen Österreicher.

### Deutsch-Französischer Krieg 1870/1781
Im Deutsch-Französischen Krieg war die Brigade, die im Verband der Württembergischen Feld-Division unter Führung des Generals Hugo von Obernitz kämpfte, in der Schlacht bei Wörth sowie bei der Belagerung von Paris eingesetzt.

### Erster Weltkrieg
Mit Kriegsbeginn kam die Brigade zunächst an der Westfront zum Einsatz und nahm unter Führung des Generals Adolf von Mohn an der Schlacht bei Longwy teil. Dezember 1914 verlegte sie an die Ostfront, wo sie bis zu ihrer Rückkehr in den Westen im Dezember 1915 verblieb. Von Mitte September 1917 an war sie im italienischen Kriegsgebiet im Einsatz, bis sie Anfang des Jahres 1918 erneut an die Westfront zurückkehrte und dort bis zur Räumung der besetzten Gebiete bei Kriegsende verblieb.
Zu den Kampfhandlungen, Gefechten und Schlachten siehe Kampfgeschehen der 26. Division.

### Brigadekommandeure
| Name                                         | Datum                                                 |
| -------------------------------------------- | ----------------------------------------------------- |
| Artillerie-Brigade                           |                                                       |
| Ulrich Wilhelm Ludwig von Schnadows          | 1814 bis 1817                                         |
| Freiherr Friedrich Ernst Dionysius von Brand | 1817 bis 1837                                         |
| Ferdinand von Barttruff                      | 1837 bis 1848                                         |
| Joseph von Lentz                             | 1848 bis 1849                                         |
| Artillerie                                   |                                                       |
| Joseph von Lentz                             | 1849 bis 1853                                         |
| Fidel von Baur-Breitenfeld                   | 1853 bis 1855                                         |
| Kommandant der Artillerie-Brigade            |                                                       |
| Fidel von Baur-Breitenfeld                   | 1855 bis 1866                                         |
| Franz Wilhelm Ludwig von Beulwitz            | 1866 bis 1870                                         |
| Hermann von Sick                             | 1870 bis 12. Juli 1872                                |
| 13. Feldartillerie-Brigade                   |                                                       |
| Hans Karl Wilhelm von Jagemann               | 13. Juli 1872 bis 29. April 1874                      |
| Paul von Krenski                             | 30. April 1874 bis 14. September 1876                 |
| Anton von Marchtaler                         | 15. September 1876 bis 12. Oktober 1883               |
| Alarich von Gleich                           | 13. Oktober 1883 bis 13. Januar 1891                  |
| Otto von Hüpeden                             | 14. Januar 1891 bis 17. April 1895                    |
| Ulrich von Witzendorff                       | 18. April 1895 bis 24. November 1898                  |
| Albert von Epplen                            | 25. November 1898 bis 1. April 1899                   |
| 26. Feldartillerie-Brigade                   |                                                       |
| Albert von Epplen                            | 1. April 1899 bis 21. April 1902                      |
| Simon Clemens                                | 22. April 1902 bis 15. März 1905                      |
| Adolf Franke                                 | 16. März 1905 bis 23. März 1909                       |
| Karl von Frech                               | 24. März 1909 bis 20. April 1911                      |
| Eugen von Dorrer                             | 21. April 1911 bis 31. März 1916                      |
| Alfred von Mohn                              | 1. April 1916 bis 14. April 1916                      |
| Richard Landauer                             | 15. April 1916 bis 14. März 1918                      |
| Paul Klotz                                   | 15. März 1918 bis 13. Juni 1918                       |
| Hans Mohs                                    | 14. Juni 1918 bis Kriegsende                          |
| Heinrich von Maur                            | 10. Dezember 1918 bis 25. Juli 1919 (Demobilisierung) |